# Región Hauts-Bassins
La región Hauts-Bassins es una de las 13 regiones administrativas de Burkina Faso. Fue creada el 2 de julio del 2001 y tiene una población de 1 469 604 habitantes (2006). La capital de la demarcación es Bobo Dioulasso. Tres provincias integran la región - Houet, Kénédougou y Tuy.
- Datos: Q845303
- Multimedia: Hauts-Bassins / Q845303